# Список населённых пунктов Южного управленческого округа
В списке представлены населённые пункты одного из пяти административных образований в Свердловской области — Южного управленческого округа.
Округ разделён на 14 муниципальных образований, в составе которых 255 населённых пунктов (8 городов, 5 посёлков городского типа, 85 посёлков, 67 сёл, 89 деревень и 1 хутор).

## Список
| №   | Населённый пункт     | Тип населённого пункта        | Муниципальное образование       | Население |
| --- | -------------------- | ----------------------------- | ------------------------------- | --------- |
| 1   | Абрамовское          | село                          | Сысертский городской округ      | ↗224      |
| 2   | Аверино              | село                          | Сысертский городской округ      | ↘414      |
| 3   | Алёшина              | деревня                       | Городской округ Богданович      | ↘9        |
| 4   | Алтынай              | посёлок                       | Городской округ Сухой Лог       | ↘1416     |
| 5   | Андреевка            | деревня                       | Сысертский городской округ      | ↘32       |
| 6   | Арамиль              | посёлок                       | Арамильский городской округ     | ↗1985     |
| 7   | Арамиль              | город, административный центр | Арамильский городской округ     | ↗19 805   |
| 8   | Асбест               | город, административный центр | Асбестовский городской округ    | ↘56 533   |
| 9   | Асбест               | посёлок                       | Сысертский городской округ      | ↘136      |
| 10  | Байны                | село                          | Городской округ Богданович      | ↘2455     |
| 11  | Бараба               | село                          | Городской округ Богданович      | ↘903      |
| 12  | Барабановское        | село                          | Каменский городской округ       | ↗215      |
| 13  | Безречный            | посёлок                       | Берёзовский городской округ     | ↘110      |
| 14  | Бекленищева          | деревня                       | Каменский городской округ       | ↗56       |
| 15  | Беловодье            | деревня                       | Каменский городской округ       | ↗245      |
| 16  | Белокаменный         | посёлок                       | Асбестовский городской округ    | ↘1932     |
| 17  | Белоносова           | деревня                       | Каменский городской округ       | ↘127      |
| 18  | Белореченский        | посёлок                       | Белоярский городской округ      | ↘416      |
| 19  | Белоярская Застава   | посёлок                       | Белоярский городской округ      | ↗181      |
| 20  | Белоярский           | пгт, административный центр   | Белоярский городской округ      | ↘13 030   |
| 21  | Берёзовский          | город, административный центр | Берёзовский городской округ     | ↗60 566   |
| 22  | Билейка              | деревня                       | Городской округ Богданович      | ↘198      |
| 23  | Бобровка             | посёлок                       | Белоярский городской округ      | ↘28       |
| 24  | Бобровский           | посёлок                       | Сысертский городской округ      | ↗5945     |
| 25  | Богатенкова          | деревня                       | Каменский городской округ       | ↗277      |
| 26  | Богданович           | город, административный центр | Городской округ Богданович      | ↘29 895   |
| 27  | Боёвка               | деревня                       | Каменский городской округ       | ↗68       |
| 28  | Большая Грязнуха     | село                          | Каменский городской округ       | ↗596      |
| 29  | Большебрусянское     | село                          | Белоярский городской округ      | ↘1280     |
| 30  | Большое Седельниково | деревня                       | Сысертский городской округ      | ↘1762     |
| 31  | Большой Исток        | посёлок                       | Сысертский городской округ      | ↗9881     |
| 32  | Боровки              | деревня                       | Городской округ Сухой Лог       | ↗76       |
| 33  | Бородулино           | село                          | Сысертский городской округ      | ↘1190     |
| 34  | Боярка               | деревня                       | Городской округ Заречный        | ↗222      |
| 35  | Брод                 | деревня                       | Каменский городской округ       | ↗871      |
| 36  | Бруснятское          | село                          | Белоярский городской округ      | ↘1022     |
| 37  | Брусяна              | деревня                       | Городской округ Сухой Лог       | ↗178      |
| 38  | Бубнова              | деревня                       | Каменский городской округ       | ↘10       |
| 39  | Быкова               | деревня                       | Городской округ Богданович      | ↗364      |
| 40  | Верхнее Дуброво      | посёлок                       | Городской округ Верхнее Дуброво | ↘4567     |
| 41  | Верхняя Боевка       | деревня                       | Сысертский городской округ      | ↘233      |
| 42  | Верхняя Полдневая    | деревня                       | Городской округ Богданович      | ↘90       |
| 43  | Верхняя Сысерть      | посёлок                       | Сысертский городской округ      | ↘1077     |
| 44  | Волковское           | село                          | Городской округ Богданович      | ↘579      |
| 45  | Вьюхино              | посёлок                       | Сысертский городской округ      | ↘69       |
| 46  | Габиевский           | посёлок                       | Сысертский городской округ      | ↗66       |
| 47  | Гагарка              | деревня                       | Городской округ Заречный        | ↗391      |
| 48  | Гагарский            | посёлок                       | Белоярский городской округ      | ↘1078     |
| 49  | Газета               | посёлок                       | Белоярский городской округ      | ↘2        |
| 50  | Гарашкинское         | село                          | Городской округ Богданович      | ↘451      |
| 51  | Гашенёва             | деревня                       | Каменский городской округ       | ↘14       |
| 52  | Гилёва               | деревня                       | Белоярский городской округ      | ↗116      |
| 53  | Глядены              | деревня                       | Городской округ Сухой Лог       | ↗191      |
| 54  | Глядены-Санаторий    | посёлок                       | Городской округ Сухой Лог       | ↘80       |
| 55  | Головырина           | деревня                       | Белоярский городской округ      | ↘18       |
| 56  | Горный               | посёлок                       | Каменский городской округ       | ↘225      |
| 57  | Госдороги            | посёлок                       | МО город Каменск-Уральский      | ↘16       |
| 58  | Грязновская          | посёлок                       | Городской округ Богданович      | ↘91       |
| 59  | Грязновское          | село                          | Городской округ Богданович      | ↘1215     |
| 60  | Гусева               | деревня                       | Белоярский городской округ      | ↗214      |
| 61  | Давыдова             | деревня                       | Каменский городской округ       | ↘19       |
| 62  | Двуреченск           | посёлок                       | Сысертский городской округ      | ↘4457     |
| 63  | Дубровный            | хутор                         | Городской округ Богданович      | ↘0        |
| 64  | Дубровный            | посёлок                       | Городской округ Богданович      | ↘2        |
| 65  | Заимка               | деревня                       | Городской округ Сухой Лог       | ↘228      |
| 66  | Заречный             | город, административный центр | Городской округ Заречный        | ↗28 517   |
| 67  | Зелёный Дол          | посёлок                       | Берёзовский городской округ     | ↘40       |
| 68  | Златогорова          | деревня                       | Белоярский городской округ      | ↘234      |
| 69  | Знаменское           | село                          | Городской округ Сухой Лог       | ↘1427     |
| 70  | Золоторуда           | посёлок                       | Городской округ Сухой Лог       | ↘15       |
| 71  | Измоденова           | деревня                       | Белоярский городской округ      | ↘266      |
| 72  | Изумруд              | посёлок                       | Малышевский городской округ     | ↗1440     |
| 73  | Ильинское            | село                          | Городской округ Богданович      | ↘570      |
| 74  | Исетское             | село                          | Каменский городской округ       | ↘166      |
| 75  | Кадниково            | село                          | Сысертский городской округ      | ↗323      |
| 76  | Казанка              | деревня                       | Городской округ Сухой Лог       | ↘65       |
| 77  | Каменка              | посёлок                       | Белоярский городской округ      | ↗37       |
| 78  | Каменка              | посёлок                       | Сысертский городской округ      | ↘273      |
| 79  | Каменноозерское      | село                          | Городской округ Богданович      | ↘415      |
| 80  | Каменск-Уральский    | город, административный центр | МО город Каменск-Уральский      | ↘160 312  |
| 81  | Камышево             | село                          | Белоярский городской округ      | ↘874      |
| 82  | Кашина               | деревня                       | Городской округ Богданович      | ↘124      |
| 83  | Кашино               | село                          | Сысертский городской округ      | ↗2438     |
| 84  | Квартал 233          | посёлок                       | Городской округ Сухой Лог       | ↘0        |
| 85  | Кедровка             | посёлок                       | Берёзовский городской округ     | ↗2486     |
| 86  | Кисловское           | село                          | Каменский городской округ       | ↘721      |
| 87  | Клевакинское         | село                          | Каменский городской округ       | ↘873      |
| 88  | Ключевск             | посёлок                       | Берёзовский городской округ     | ↗2013     |
| 89  | Ключи                | деревня                       | Белоярский городской округ      | ↘137      |
| 90  | Ключи                | деревня                       | Каменский городской округ       | ↗5        |
| 91  | Ключи                | деревня                       | Сысертский городской округ      | ↗408      |
| 92  | Ключики              | деревня                       | Каменский городской округ       | ↘4        |
| 93  | Кодинка              | деревня                       | МО город Каменск-Уральский      | ↗368      |
| 94  | Кодинский            | посёлок                       | Каменский городской округ       | ↗5        |
| 95  | Колос                | посёлок                       | Сысертский городской округ      | ↗183      |
| 96  | Колчедан             | посёлок                       | Каменский городской округ       | ↗2145     |
| 97  | Колчедан             | село                          | Каменский городской округ       | ↘37       |
| 98  | Колюткино            | посёлок                       | Белоярский городской округ      | ↘34       |
| 99  | Колюткино            | село                          | Белоярский городской округ      | ↘83       |
| 100 | Колюткинский         | посёлок                       | Белоярский городской округ      | ↘7        |
| 101 | Комарова             | деревня                       | Каменский городской округ       | ↘20       |
| 102 | Коменки              | село                          | Городской округ Богданович      | ↘727      |
| 103 | Кондратьева          | деревня                       | Городской округ Богданович      | ↘32       |
| 104 | Космакова            | деревня                       | Сысертский городской округ      | ↗135      |
| 105 | Косулино             | село                          | Белоярский городской округ      | ↗3136     |
| 106 | Кочневское           | село                          | Белоярский городской округ      | ↘1364     |
| 107 | Крайчикова           | деревня                       | Каменский городской округ       | ↘69       |
| 108 | Красноармейский      | посёлок                       | Асбестовский городской округ    | ↗490      |
| 109 | Красногвардейский    | посёлок                       | Берёзовский городской округ     | ↗24       |
| 110 | Красный Маяк         | посёлок                       | Городской округ Богданович      | ↘156      |
| 111 | Кремлёвка            | деревня                       | Каменский городской округ       | ↗348      |
| 112 | Кулики               | село                          | Городской округ Богданович      | ↘69       |
| 113 | Кунарское            | село                          | Городской округ Богданович      | ↘604      |
| 114 | Курманка             | деревня                       | Городской округ Заречный        | ↘875      |
| 115 | Курьи                | село                          | Городской округ Сухой Лог       | ↘4622     |
| 116 | Лебяжье              | посёлок                       | Каменский городской округ       | ↘129      |
| 117 | Ленинский            | посёлок                       | Каменский городской округ       | ↘352      |
| 118 | Лечебный             | посёлок                       | Сысертский городской округ      | ↗33       |
| 119 | Липовский            | посёлок                       | Берёзовский городской округ     | →0        |
| 120 | Логиново             | село                          | Белоярский городской округ      | ↘438      |
| 121 | Лосиный              | посёлок                       | Берёзовский городской округ     | ↗2355     |
| 122 | Лубяной              | посёлок                       | Берёзовский городской округ     | ↗232      |
| 123 | Луч                  | посёлок                       | Городской округ Богданович      | ↘10       |
| 124 | Луч                  | посёлок                       | Сысертский городской округ      | ↘54       |
| 125 | Мазуля               | деревня                       | Каменский городской округ       | ↗52       |
| 126 | Малая Белоносова     | деревня                       | Каменский городской округ       | ↘142      |
| 127 | Малая Кодинка        | деревня                       | МО город Каменск-Уральский      | ↗19       |
| 128 | Малиновка            | деревня                       | Белоярский городской округ      | ↘73       |
| 129 | Малиновка            | деревня                       | Каменский городской округ       | ↗1        |
| 130 | Малобрусянское       | село                          | Белоярский городской округ      | ↘345      |
| 131 | Малое Седельниково   | деревня                       | Сысертский городской округ      | ↗153      |
| 132 | Малый Таушкан        | деревня                       | Городской округ Сухой Лог       | ↘22       |
| 133 | Малышева             | пгт, административный центр   | Малышевский городской округ     | ↘8400     |
| 134 | Маминское            | село                          | Каменский городской округ       | ↘1009     |
| 135 | Марамзина            | деревня                       | Белоярский городской округ      | ↘7        |
| 136 | Марамзино            | посёлок                       | Белоярский городской округ      | ↘15       |
| 137 | Мартюш               | пгт                           | Каменский городской округ       | ↘3847     |
| 138 | Маханово             | село                          | Городской округ Сухой Лог       | ↘45       |
| 139 | Мезенское            | село                          | Городской округ Заречный        | ↗1457     |
| 140 | Мелехина             | деревня                       | Городской округ Богданович      | ↘48       |
| 141 | Мельничная           | деревня                       | Городской округ Сухой Лог       | 74        |
| 142 | Мокрая               | деревня                       | Городской округ Сухой Лог       | ↗68       |
| 143 | Молодёжный           | посёлок                       | Берёзовский городской округ     | ↘250      |
| 144 | Монастырка           | деревня                       | МО город Каменск-Уральский      | ↗956      |
| 145 | Монетный             | посёлок                       | Берёзовский городской округ     | ↘5616     |
| 146 | Мосина               | деревня                       | Каменский городской округ       | ↘51       |
| 147 | Мурзинский           | посёлок                       | Берёзовский городской округ     | ↗12       |
| 148 | Мухлынина            | деревня                       | Каменский городской округ       | ↘52       |
| 149 | Некрасово            | село                          | Белоярский городской округ      | ↘652      |
| 150 | Никольское           | село                          | Сысертский городской округ      | ↘886      |
| 151 | Новоипатово          | село                          | Сысертский городской округ      | ↘485      |
| 152 | Новоисетское         | село                          | Каменский городской округ       | ↘1573     |
| 153 | Новопышминское       | село                          | Городской округ Сухой Лог       | ↗2255     |
| 154 | Новый Быт            | посёлок                       | Каменский городской округ       | ↘375      |
| 155 | Новый Завод          | деревня                       | МО город Каменск-Уральский      | ↗516      |
| 156 | Озёрный              | посёлок                       | Белоярский городской округ      | ↗8        |
| 157 | Октябрина            | деревня                       | Городской округ Богданович      | ↘91       |
| 158 | Октябрьский          | посёлок                       | Белоярский городской округ      | ↘343      |
| 159 | Октябрьский          | посёлок                       | Берёзовский городской округ     | ↗127      |
| 160 | Октябрьский          | посёлок                       | Каменский городской округ       | ↗88       |
| 161 | Октябрьский          | посёлок                       | Сысертский городской округ      | ↘2707     |
| 162 | Окулово              | село                          | Каменский городской округ       | ↘98       |
| 163 | Ольховка             | деревня                       | Сысертский городской округ      | ↗32       |
| 164 | Орлова               | деревня                       | Городской округ Богданович      | ↘23       |
| 165 | Островное            | посёлок                       | Берёзовский городской округ     | ↘229      |
| 166 | Паршина              | деревня                       | Городской округ Богданович      | ↘88       |
| 167 | Патруши              | село                          | Сысертский городской округ      | ↗4129     |
| 168 | Первомайский         | посёлок                       | Каменский городской округ       | ↗502      |
| 169 | Первомайский         | посёлок                       | Сысертский городской округ      | ↗956      |
| 170 | Перебор              | деревня                       | Каменский городской округ       | ↘140      |
| 171 | Пирогово             | село                          | Каменский городской округ       | ↘343      |
| 172 | Поварня              | деревня                       | Белоярский городской округ      | ↗1344     |
| 173 | Позариха             | село                          | Каменский городской округ       | ↘1969     |
| 174 | Покровское           | село                          | Каменский городской округ       | ↗2172     |
| 175 | Полдневой            | посёлок                       | Городской округ Богданович      | ↘949      |
| 176 | Полевой              | посёлок                       | Сысертский городской округ      | ↗129      |
| 177 | Поляна               | посёлок                       | Сысертский городской округ      | ↗29       |
| 178 | Поповка              | деревня                       | Городской округ Богданович      | ↗21       |
| 179 | Потаскуева           | деревня                       | Каменский городской округ       | ↘65       |
| 180 | Походилова           | деревня                       | Каменский городской округ       | ↘157      |
| 181 | Прищаново            | деревня                       | Городской округ Богданович      | ↘412      |
| 182 | Прохладный           | посёлок                       | Белоярский городской округ      | ↗2481     |
| 183 | Раскатиха            | деревня                       | Городской округ Богданович      | ↘87       |
| 184 | Рассоха              | посёлок                       | Белоярский городской округ      | ↘198      |
| 185 | Растущий             | посёлок                       | Белоярский городской округ      | ↗647      |
| 186 | Режик                | посёлок                       | Белоярский городской округ      | ↗290      |
| 187 | Рефт                 | посёлок                       | Городской округ Сухой Лог       | ↘6        |
| 188 | Рефтинский           | пгт, административный центр   | Городской округ Рефтинский      | ↘15 084   |
| 189 | Рудянское            | село                          | Городской округ Сухой Лог       | ↗1013     |
| 190 | Рыбниковское         | село                          | Каменский городской округ       | ↘882      |
| 191 | Сарапулка            | посёлок                       | Берёзовский городской округ     | ↗1540     |
| 192 | Светлое              | село                          | Городской округ Сухой Лог       | ↘278      |
| 193 | Светлый              | посёлок                       | Арамильский городской округ     | ↗1237     |
| 194 | Свобода              | деревня                       | Каменский городской округ       | ↗33       |
| 195 | Сергуловка           | деревня                       | Городской округ Сухой Лог       | ↘295      |
| 196 | Синарский            | посёлок                       | Каменский городской округ       | ↘48       |
| 197 | Сипавское            | село                          | Каменский городской округ       | ↘687      |
| 198 | Смолинское           | село                          | Каменский городской округ       | ↗22       |
| 199 | Совхозный            | посёлок                       | Белоярский городской округ      | ↘1359     |
| 200 | Соколова             | деревня                       | Каменский городской округ       | ↗232      |
| 201 | Соколова             | деревня                       | Каменский городской округ       | ↘179      |
| 202 | Солнечный            | посёлок                       | Берёзовский городской округ     | ↘183      |
| 203 | Сосновский           | посёлок                       | Городской округ Богданович      | ↘4        |
| 204 | Сосновское           | село                          | Каменский городской округ       | ↘964      |
| 205 | Становая             | посёлок                       | Берёзовский городской округ     | ↘452      |
| 206 | Старикова            | деревня                       | Каменский городской округ       | ↘75       |
| 207 | Старопышминск        | посёлок                       | Берёзовский городской округ     | ↗1938     |
| 208 | Степной              | посёлок                       | Каменский городской округ       | ↘53       |
| 209 | Студенческий         | посёлок                       | Белоярский городской округ      | ↘902      |
| 210 | Суворы               | село                          | Городской округ Богданович      | ↘59       |
| 211 | Сухой Лог            | город, административный центр | Городской округ Сухой Лог       | ↘32 461   |
| 212 | Сысерть              | город, административный центр | Сысертский городской округ      | ↘20 436   |
| 213 | Талица               | село                          | Городской округ Сухой Лог       | ↘311      |
| 214 | Таушканское          | село                          | Городской округ Сухой Лог       | ↘96       |
| 215 | Токарева             | деревня                       | МО город Каменск-Уральский      | ↗8        |
| 216 | Токарево             | деревня                       | Сысертский городской округ      | ↘137      |
| 217 | Травянское           | село                          | Каменский городской округ       | ↘1020     |
| 218 | Трактовский          | посёлок                       | Сысертский городской округ      | ↗26       |
| 219 | Троицкое             | село                          | Городской округ Богданович      | ↗1749     |
| 220 | Троицкое             | село                          | Каменский городской округ       | ↘206      |
| 221 | Тыгиш                | село                          | Городской округ Богданович      | ↘787      |
| 222 | Уральский            | пгт, административный центр   | МО посёлок Уральский            | ↘2143     |
| 223 | Филатовское          | село                          | Городской округ Сухой Лог       | ↘1060     |
| 224 | Фомино               | село                          | Сысертский городской округ      | ↗153      |
| 225 | Храмцовская          | посёлок                       | Белоярский городской округ      | ↘43       |
| 226 | Хризолитовый         | посёлок                       | Белоярский городской округ      | ↘31       |
| 227 | Хромцово             | село                          | Белоярский городской округ      | ↘176      |
| 228 | Чайкина              | деревня                       | Каменский городской округ       | ↘6        |
| 229 | Чапаева              | посёлок                       | Малышевский городской округ     | ↗15       |
| 230 | Часовая              | деревня                       | Каменский городской округ       | ↗213      |
| 231 | Черданцево           | село                          | Сысертский городской округ      | ↘481      |
| 232 | Черданцы             | деревня                       | Городской округ Богданович      | ↘6        |
| 233 | Черемисская          | деревня                       | Каменский городской округ       | ↘49       |
| 234 | Черемхова            | деревня                       | Белоярский городской округ      | ↘12       |
| 235 | Черемхово            | село                          | Каменский городской округ       | ↗639      |
| 236 | Черемшанка           | посёлок                       | Городской округ Сухой Лог       | →0        |
| 237 | Чернобровкина        | деревня                       | Белоярский городской округ      | ↘227      |
| 238 | Чернокоровское       | село                          | Городской округ Богданович      | ↘459      |
| 239 | Черноскутова         | деревня                       | Каменский городской округ       | ↘381      |
| 240 | Черноусова           | деревня                       | Каменский городской округ       | ↗281      |
| 241 | Черноусово           | село                          | Белоярский городской округ      | ↘715      |
| 242 | Чечулина             | деревня                       | Каменский городской округ       | ↘47       |
| 243 | Чудова               | деревня                       | Городской округ Богданович      | ↘9        |
| 244 | Шайдурово            | деревня                       | Сысертский городской округ      | ↗184      |
| 245 | Шамейский            | посёлок                       | Малышевский городской округ     | ↘43       |
| 246 | Шата                 | деревня                       | Городской округ Сухой Лог       | ↗442      |
| 247 | Шилова               | деревня                       | Каменский городской округ       | ↘237      |
| 248 | Шипелово             | посёлок                       | Белоярский городской округ      | ↘39       |
| 249 | Шиши                 | деревня                       | Белоярский городской округ      | ↗28       |
| 250 | Школьный             | посёлок                       | Сысертский городской округ      | ↘66       |
| 251 | Щелкун               | село                          | Сысертский городской округ      | ↘2684     |
| 252 | Щербаково            | село                          | Каменский городской округ       | ↗92       |
| 253 | Щипачи               | деревня                       | Городской округ Богданович      | ↗4        |
| 254 | Щипачи               | село                          | Городской округ Богданович      | ↘108      |
| 255 | Ялунина              | деревня                       | Белоярский городской округ      | ↘29       |